# Kathryn Williams
Kathryn Williams (Liverpool, 15 febbraio 1974) è una cantautrice britannica di musica folk.

## Discografia
Album studio
- 1999 - Dog Leap Stairs
- 2000 - Little Black Numbers
- 2002 - Old Low Light
- 2004 - Relations
- 2005 - Over Fly Over
- 2006 - Leave to Remain
- 2008 - Two (con Neill MacColl)
- 2010 - The Quickening
- 2012 - The Pound
- 2013 - Crown Electric